# Basilios Argyros Mesardonites

Byzantijnse provincies (lichtgroen) in Italië, circa het jaar 1000, samen het katapanaat van Italië genoemd

Basilios Argyros bijgenaamd Mesardonites ( - Bitonto, eind 1017) was een generaal en gouverneur in het Byzantijnse Rijk. In deze functies was hij katapaan van Italië van 1010 tot 1016, meer bepaald van Zuid-Italië dat de Byzantijnen bestuurden. Hij sloeg er de opstand van Longobardische edelen binnen het katapanaat neer. 

## Levensloop
Argyros behoorde vermoedelijk tot de invloedrijke familie Argyros, waarvan later Romanos III Argyros keizer van Byzantium werd. De twijfel onder historici ontstond door het feit dat er nog militairen de naam Basilios Argyros droegen. Diegene over wie hier sprake is, kreeg derhalve de bijnaam Mesardonites.
In 1010 stuurde keizer Basileios II de Bulgarendoder hem naar de Byzantijnse provincies in Zuid-Italië. Er was namelijk een opstand uitgebroken. Ioannes Curcuas, katapaan van Italië, was gesneuveld in gevechten met opstandelingen eind 1009 of begin 1010. Melus van Bari was de leider van de rebellen.
Argyros landde in maart 1010 met troepen in Italië en met een benoeming tot katapaan van Italië op zak. Het langdurig bestuur van keizer Basileios II was gekenmerkt door de stabiliteit van alle grenzen te verzekeren. Het neerslaan van de opstand in Italië was deel van Basileios’ politiek. Argyros had het bevel over Byzantijnse soldaten uit Constantinopel en Kefalonia. Daarnaast had hij ook huursoldaten. Het ging om Varjagen, Vikingen uit Oost-Europa die hun diensten aan de keizer hadden aangeboden.
In april 1010 startte Argyros met het beleg van Bari. Na een jaar belegering stootten de troepen van Argyros door de stadsmuren (juni 1011). Een Griekstalige factie in Bari die de Byzantijnse zaak genegen was, onderhandelde nog. Melus en zijn luitenant Dattus konden de vlucht nemen. Argyros liet de stad brandschatten en de vrouw en zoon van Melus arresteren. De zoon van Melus heette ook Argyros. Deze twee gevangenen werden op de boot naar Constantinopel gezet.
Vervolgens rukte Argyros op naar het prinsdom Salerno, een land van Longobarden dat theoretisch afhing van de keizer van Byzantium doch buiten zijn jurisdictie viel. Argyros eiste van prins Guaimar III van Salerno de eed van trouw. Ook van Atenolfus, abt van Monte Cassino, eiste hij de eed van trouw. De gevluchte rebellenleiders kreeg hij niet te pakken, noch militair noch diplomatiek. De opstand was evenwel onderdrukt.
Van Argyros is bekend dat hij het gouverneurspaleis in Bari herbouwde. Op deze plek werd later de Sint-Nicolaasbasiliek gebouwd.
In 1016 trad Argyros terug als katapaan van Italië. Hij stierf een jaar later in Bitonto. Het was de periode dat de nieuwe katapaan Leo Tornikios Kontoleon aankwam (eind 1017). Deze laatste was afkomstig uit Kefalonia.